# William Bøving
William Bøving Wick, auch William Bøving Vick (* 1. März 2003 in Kopenhagen), ist ein dänischer Fußballspieler. Er spielt beim SK Sturm Graz und ist dänischer Nachwuchsnationalspieler.

## Karriere

### Verein
William Bøving wurde in der Fußballschule des FC Kopenhagen ausgebildet und gab am 4. März 2020 im Alter von 17 Jahren bei der 0:2-Niederlage im Auswärtsspiel im Viertelfinale des dänischen Pokals bei Aalborg BK sein Pflichtspieldebüt für die Profis. Zum Saisonende wurden die Kopenhagener als Titelverteidiger Vizemeister, in der darauffolgenden Spielzeit reichte es für den Verein sogar lediglich für den dritten Platz, während der Erzrivale Brøndby IF zum ersten Mal seit 2005 die dänische Meisterschaft gewann. Bøving kam in dieser Zeit lediglich sporadisch zu Einsätzen für die erste Mannschaft; Spielpraxis sammelte er in den Jugendmannschaften sowie in der Reservemannschaft, während er für die Profimannschaft insgesamt drei Pflichtspiele absolvierte. Im Mai 2021 unterschrieb er einen Vertrag mit einer Laufzeit bis Sommer 2025 und rückte zur Saison 2021/22 in den Profikader auf. William Bøving kam daraufhin in der Saison 2021/22 für die erste Mannschaft regelmäßiger zum Einsatz, stand allerdings nicht oft in der Anfangself. Der FC Kopenhagen gewann schließlich die dänische Meisterschaft.
Im August 2022 wechselte der Angreifer zum österreichischen Bundesligisten SK Sturm Graz, bei dem er einen bis Juni 2026 laufenden Vertrag erhielt. Bøving gewann mit den Steirern den ÖFB-Cup, kam aber im Endspiel gegen den SK Rapid Wien nicht zum Einsatz.

### Nationalmannschaft
Am 27. September 2018 spielte William Bøving bei der 0:2-Niederlage im Freundschaftsspiel gegen Frankreich erstmals für die dänische U16-Nationalmannschaft. Bis 2019 absolvierte er zehn Spiele und schoss dabei fünf Tore. In der Folgezeit war Bøving Teil der dänischen U17-Auswahl und absolvierte für diese von 2019 bis 2020 zwölf Spiele, in denen er ebenfalls fünf Tore schoss. Im September 2020 lief er in zwei Spielen gegen Deutschland für die dänische U18 auf und schoss im zweiten Spiel, welches mit einem 5:5-Unentschieden endete, ein Tor. Einen Monat später absolvierte William Bøving beim 3:1-Sieg gegen Polen sein bislang einziges Spiel für die U19-Nationalmannschaft Dänemarks. Im Juni 2021 nahm er mit der U20-Auswahl der Dänen an einer Länderspielreise im spanischen Marbella teil und kam dabei für diese Altersklasse zu zwei Einsätzen. Am 3. September 2021 absolvierte er beim 1:1-Unentschieden im Freundschaftsspiel gegen Griechenland sein erstes Spiel für die dänische U21-Nationalmannschaft.

## Erfolge
- Österreichischer Meister: 2024, 2025
- Österreichischer Cup-Sieger: 2023, 2024